# Науменко, Виктор Моисеевич
Виктор Моисеевич (Михайлович) Науменко (20 апреля 1940, Ташкент, Узбекская ССР — 25 июля 1995, Ташкент, Узбекистан) — советский футболист, защитник. Мастер спорта СССР.

## Биография
Воспитанник юношеской команды ташкентского ОДО, тренер Сергей Будагов и школы «Пахтакора», тренер Сергей Арутюнов. В начале карьеры играл за команды «Мехнат» Ташкент (1960), «Старт» Ташкент (1961), «Пахтакор»/«Политотдел» Ташкентская область (1962—1963). В 1963 году играл во второй группе класса «А» за «Шахтер» Караганда. С 1964 года — в составе «Пахтакора», с которым вышел в класс «А», где в 1965—1969 годах сыграл 156 матчей. В конце карьеры играл за «Трактор» Ташкент (1970) и «Политотдел» (1971).
Финалист Кубка СССР 1967/68.
Работал тренером, один из воспитанников — Геннадий Денисов.
Скончался 25 июля 1995 года в возрасте 55 лет, похоронен на Домбрабадском кладбище.